# Троща (роман)
«Троща» — роман про УПА  українського письменника Василя Шкляра — «батька українського бестселера» . Виданий у 2017 році в харківському видавництві «КСД». Роман про УПА, про бандерівців, про бандерівське підпілля, про часи, які розпочалися в другій половині 40-х років ХХ століття, коли завершилася збройна боротьба на два фронти.

## Історія написання
Роман «Троща» написаний на документальній основі. Василь Шкляр довго шукав ідеальну історію про ті часи й знайшов її на Тернопільщині, на березі річки Стрипа. Саме тут у плавнях, очеретах, які називали трощею, у трикутнику між селами Купчинці, Ішків і Багатківці переховувалися вояки бандерівського підпілля. Це було ідеальне місце не тільки для захисту,  ще тут можна було добре викупатися й нагрітися на сонці. Драма, яка сталася з підпільниками в 1947 році, описана в романі Василя Шкляра. Письменник на презентації роману зазначив: «Коли я зайшов в Багатківці, мені показали велику хату священика, у якій Горліс-Горський писав другу частину своєї безсмертної книжки «Холодний Яр». Це для мене було великою несподіванкою. Я тоді зрозумів, що Холодний Яр не відпускає мене. Він, як наш Тарас, — скрізь. Саме головний герой мого роману воював у сотні української повстанської армії „Холодноярці“. За кільканадцять кілометрів від цього місця лежить село Ладичин, звідки родом один із головних героїв іншого мого роману «Маруся» — сотник Станімір. І я побачив, що коло замкнулося: мій край, мій матеріал, моя тема. Тоді я і розпочав працю над цим романом».

## Наклад
За підсумками 2017 року, КСД повідомили, що наклад роману вже сягнув більше 29 тис. примірників (за іншими даними 35 тис. примірників).

## Сюжет
Події у творі відбуваються в двох часових вимірах — 47-й рік і 70-й рік ХХ століття. Головний герой — вояк УПА на псевдо «Місяць» після 25-річного ув'язнення повертається в місто на Сході України, бо повертатися на Галичину йому й таким, як він, заборонено. На міському цвинтарі герой натрапляє на могилу бойового друга, який нібито загинув у злощасному 47-ому. Та надпис на могильній плиті говорить про те, що товариш помер зовсім недавно. «Місяць» прагне розгадати таємницю підступної ганебної зради, внаслідок якої було знищено підпілля й загинуло багато побратимів. Перед його очима знов розгортаються бої та тривають допити, постають обличчя різних людей, та ніяк не з'являється личина зрадника.

## Основні теми роману
Основні теми роману: «свої» і «чужі», дружба та розбрат, кохання і зрада, помилування й помста, свобода й неволя.

## Нагороди
- «Книга року» у номінації «Бестселер» у всеукраїнському конкурсі «Краща книга України», який щорічно проводить Держкомтелерадіо України.[9][10][11]
- Лауреат Всеукраїнської літературної премії імені Василя Симоненка у номінації «За кращий художній твір»[12].

## Видання
Вперше роман вийшов у 2017 році у видавництві КСД.
- Василь Шкляр. Троща. Харків: КСД. 2017. 416 стор. ISBN 978-617-12-3720-9